# Toxoides undulata
Toxoides undulata är en fjärilsart som beskrevs av Moore 1867. Toxoides undulata ingår i släktet Toxoides och familjen sikelvingar. Inga underarter finns listade i Catalogue of Life.